# Great Wall Hover
- Не следует путать с  Haval H3

Great Wall Hover (Great Wall Haval H3/Haval H5) — компактный внедорожник, выпускающийся китайской компанией Great Wall Motors с 2005 года.

## История
Это первый китайский автомобиль, который начали экспортировать в Европу (в 2006 году). Также он продаётся во многих странах Азии, а также в Северной Америке, Австралии (с 2011 года) и странах СНГ (дебют произошёл в 2005 году на Московском автосалоне).
Автомобиль переживал рестайлинги в 2010 (внешние изменения, а также замена рычага «раздатки» кнопкой) и 2014 годах. Hover пользуется большой популярностью среди китайских автомобилей в России.

## В России
Модель была представлена в России в 2005 году на Московском автосалоне. С 2005 по 2015 год продавалась в России как Great Wall Hover, при этом сначала поставлялась из Китая, а затем была организована сборка в Гжели (сварка кузовов велась сначала в Черкесске, потом в Липецке). Модель была достаточно популярна: продавалось по 13—18 тысяч единиц ежегодно.
В 2017—2018 годах модель под брендом DW Hower выпускали по лицензии на заводе Ставрополь-Авто, собрав около трёх тысяч экземпляров.
В 2020—2021 под названием Haval H5 сборка модели велась на тульском заводе компании.

## Характеристики
Hover имеет рамную конструкцию. Автомобиль поставляется с 2- или 2,4-литровым бензиновым двигателем или с 2,8-литровым дизельным, вкупе с 5-ступенчатой механической коробкой передач, и 2,5-литровым турбодизелем с 5-ступенчатой АКПП. Все двигатели согласованы со стандартами Евро-4. Все автомобили имеют постоянный задний и подключаемый полный привод с понижающей передачей.
Салон автомобиля отделывается кожей, пластиковая передняя панель имеет жк-монитор с USB- и AUX-входами, Bluetooth и разъёмами под карточки SD. Во всех комплектациях имеется климат-контроль, гидроусилитель, фронтальные подушки безопасности, АБС, аудиосистема, парктроник, легкосплавные диски, подогрев передних сидений, рейлинги, противотуманные фонари и электропривод зеркал и подъёмников. В высших комплектациях есть камера заднего вида, люк на крыше, блокировка дифференциала, электропривод сиденья водителя.
- Шины — 235/65 R17
- Передняя подвеска — независимая, торсионная, на двойных поперечных рычагах
- Задняя подвеска — зависимая, пружинная, на продольных рычагах
- Рулевое управление — рейка-шестерня, гидроусилитель руля
- Тормоза — дисковые

Автомобиль получил 3 звезды в китайском рейтинге безопасности C-NCAP, 4 звезды в австралийском рейтинге безопасности ANCAP и 4 звезды в российском рейтинге журнала За рулём.
| ANCAP                                    |                    |      |
| · 25,48 · общий рейтинг                  |                    |      |
| Рейтинги                                 | Фронтальный удар   | 9,48 |
| Рейтинги                                 | Боковой удар       | 16   |
| Рейтинги                                 | Ремни безопасности | 0    |
| Протестированная модель: GWM X240 (2010) |                    |      |